# Лемуан, Жан-Батист (скульптор)
Жан-Батист Лемуан, Жан-Батист Лемуан Второй (Младший) (фр. Jean-Baptiste Lemoyne, Jean-Baptiste II Lemoyne; 15 февраля 1704, Париж — 25 мая 1778, Париж) — французский скульптор рококо и раннего неоклассицизма. Он создавал декоративные скульптуры для садов Версаля, но наиболее известен портретными бюстами. Его иногда называют Жаном-Батистом Лемуаном Вторым, или «Младшим», чтобы отличать его от его дяди с тем же именем, скульптора, Жана-Батиста Лемуана Старшего.

## Биография
Жан-Батист Лемуан Младший родился 15 февраля 1704 года в семье известного скульптора Жана-Луи Лемуана (1665—1755). Первые уроки получил от отца, затем учился у Робера Ле Лоррена.
В 1728 году Жан-Батист был причислен к Королевской Академии живописи и скульптуры в Париже, через десять лет стал её членом, а в 1768 году директором Академии. Получив Римскую премию, не уехал в Италию, а остался в Париже, чтобы помогать своему слепому отцу.
Как и другие королевские скульпторы, он создавал скульптуры для Версальского сада. Был любимым скульптором Людовика XV и пользовался благосклонностью мадам де Помпадур, известной покровительницы искусств. Он сделал изящную скульптуру в стиле рококо Вертумна и Помоны, двух персонажей из «Метаморфоз» Овидия, любимого произведения мадам де Помпадур (ныне хранится в Лувре). Лемуан также создал статую мадам Помпадур в образе нимфы. Он сделал несколько бюстов Людовика XV и конную статую короля для двора новой Военной школы (разрушена во время Французской революции).
Произведения Жана-Батиста Лемуана Младшего на протяжении двадцати лет регулярно выставлялись в Салоне Лувра, художнику заказывали статуи короля для Бордо, Руана, Парижа и Ренна. Жан-Батист Лемуан считается одним из лучших мастеров портретных бюстов в мраморе и расписной терракоте в стиле рококо. Его лучшая декоративная работа — барельефы отеля Субиз в Париже, над которыми он трудился совместно с проектировщиком интерьера здания Жерменом Бофраном (1736—1739). Среди других произведений — бюст архитектора Жюля Ардуэна-Мансара (1703), портретные бюсты короля, членов королевской фамилии, фавориток и придворных, живописца и гравёра Ноэля-Николя Куапеля (1760); [5] учёного Бернара Ле Бовье де Фонтенеля (в Версале); мадам де Помпадур; Марии-Антуанетты (1771).
Жан-Батист Лемуан умер в Париже в 1778 году. Среди его учеников были Этьен Морис Фальконе, Жан-Батист Пигаль, Жан-Жак Каффиери, Жан-Гийом Муатт и Огюстен Пажу.

## Галерея

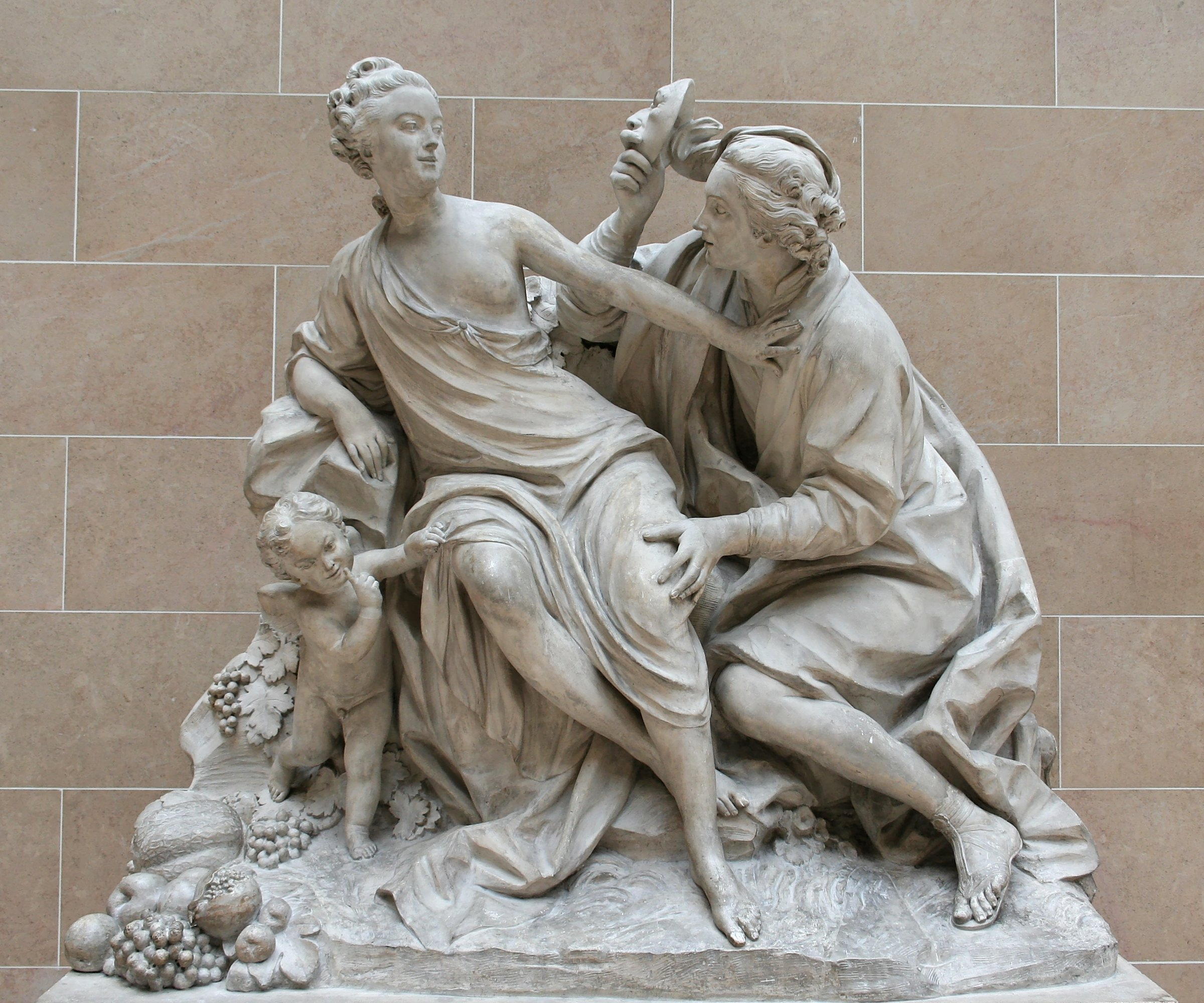
Вертумн и Помона. 1760. Мрамор. Лувр, Париж
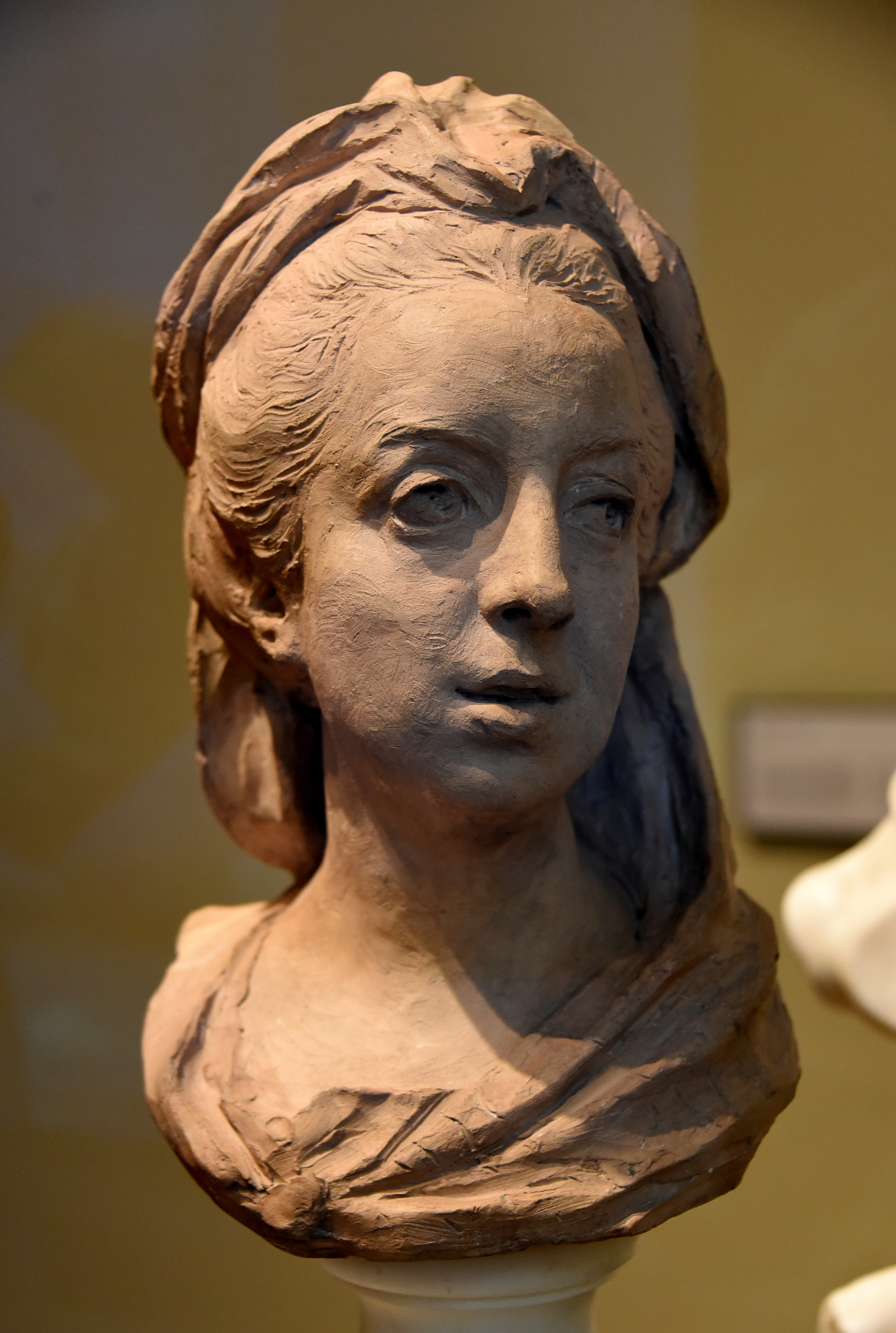
Графиня де Фекьер. Ок. 1738. Терракота. Музей Виктории и Альберта, Лондон
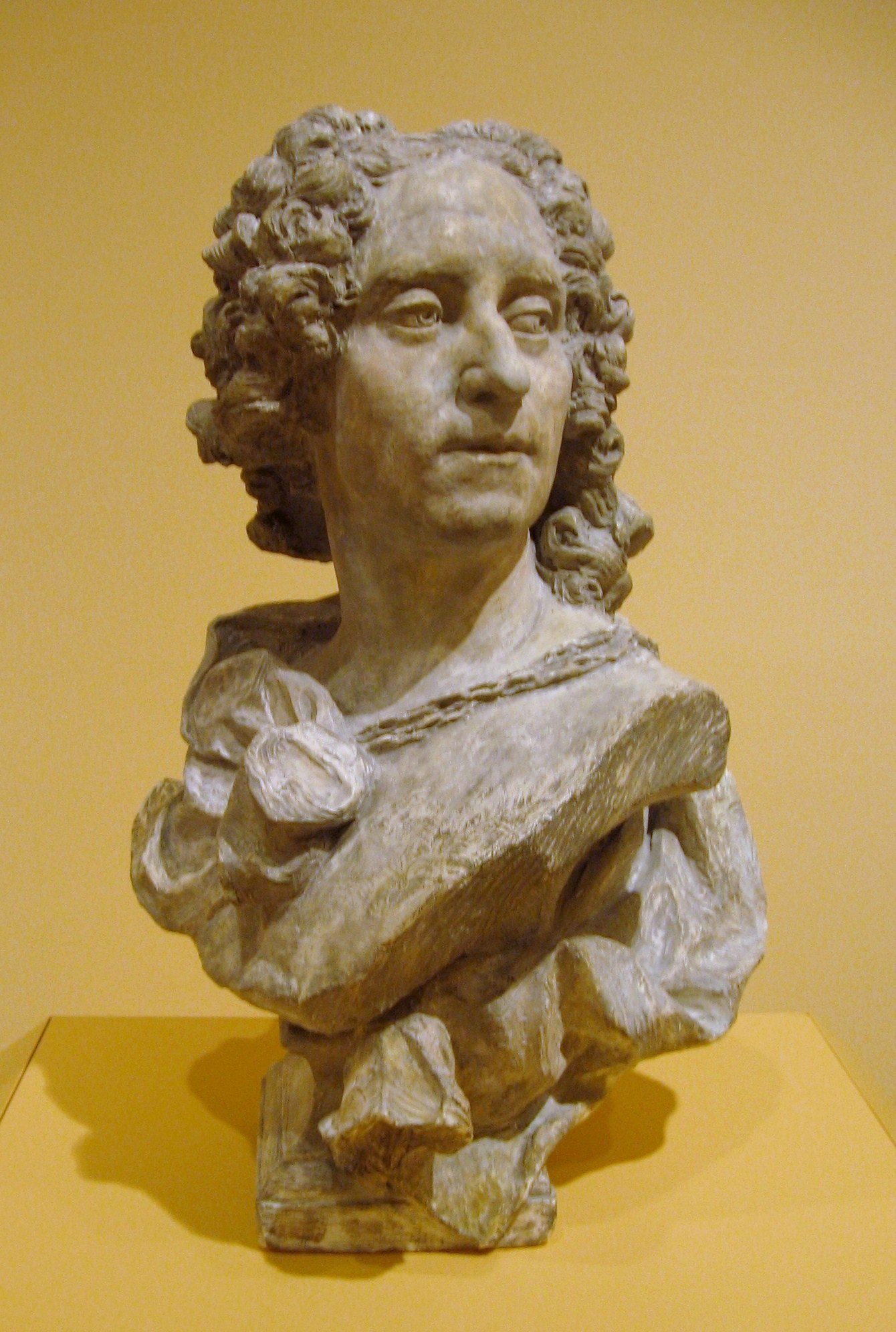
Ноэль-Николя Куапель. 1730. Терракота. Музей Университета Нотр-Дам, Саут-Бенд, штат Индиана. США
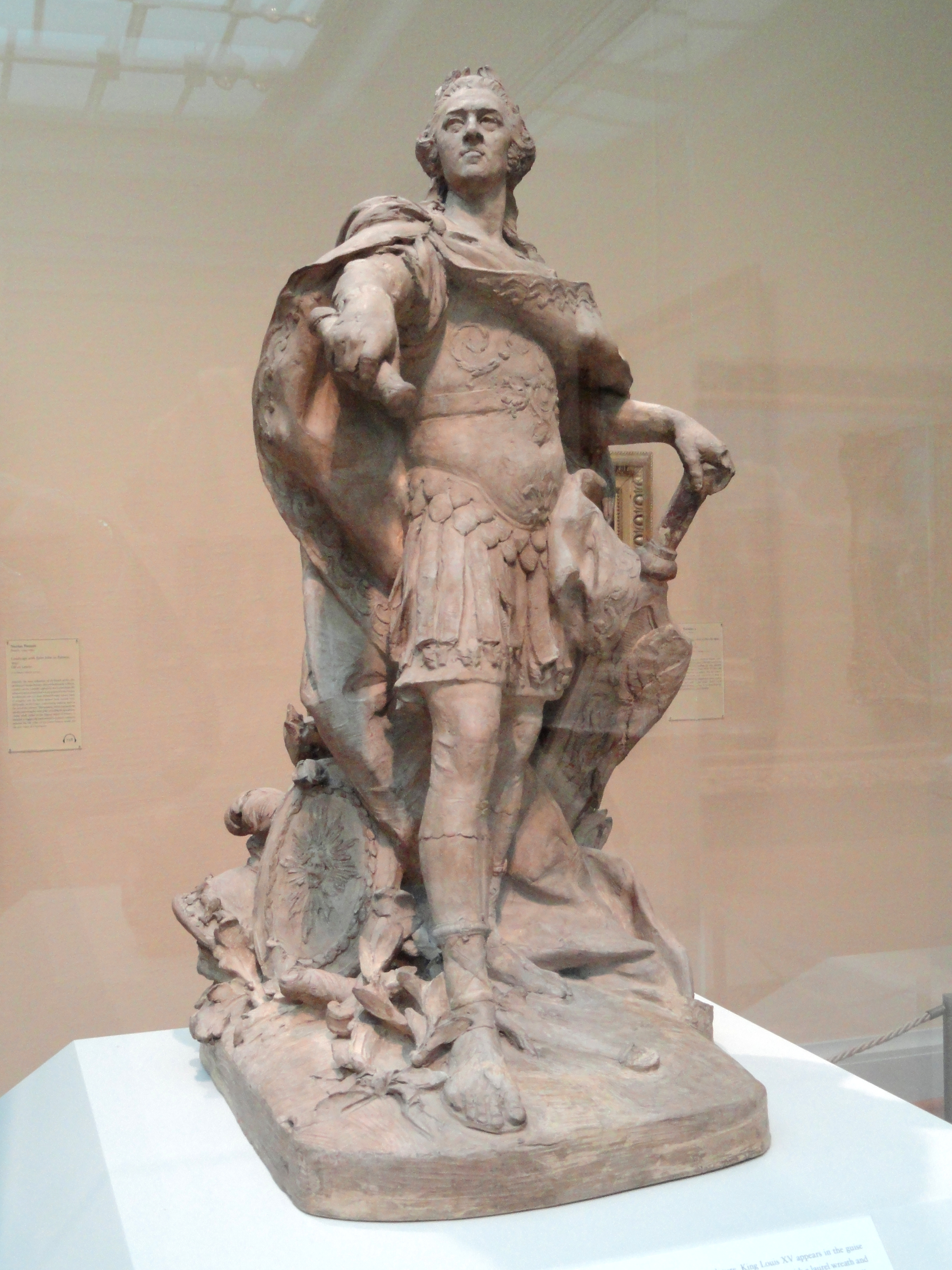
Модель памятника королю Людовику XV для Рена (Франция). 1746—1748. Терракота. Чикагский институт искусств, Иллинойс, США
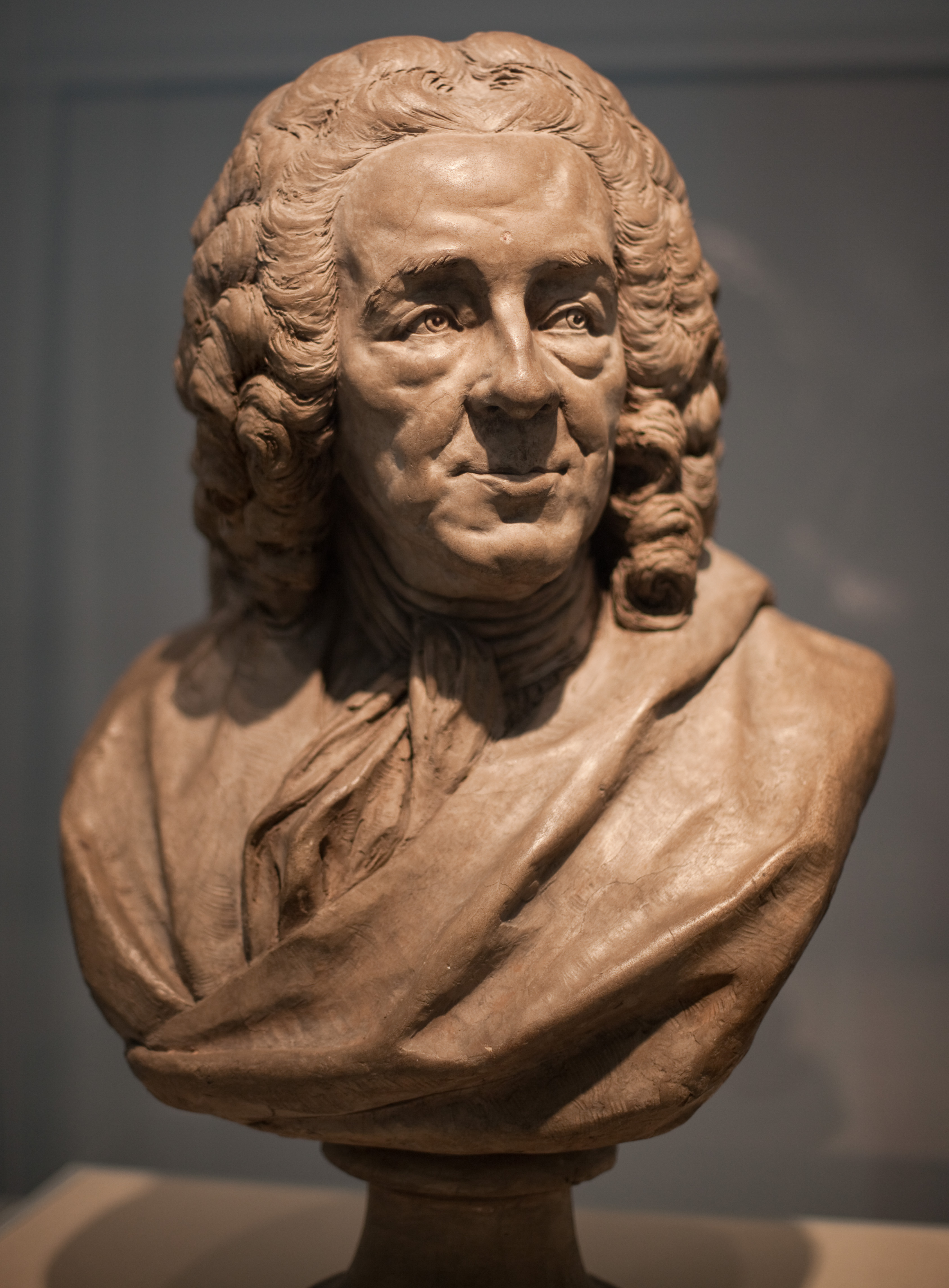
Бернар де Фонтенель. 1749. Терракота. Художественный музей Карнеги, Питтсбург, Пенсильвания. США
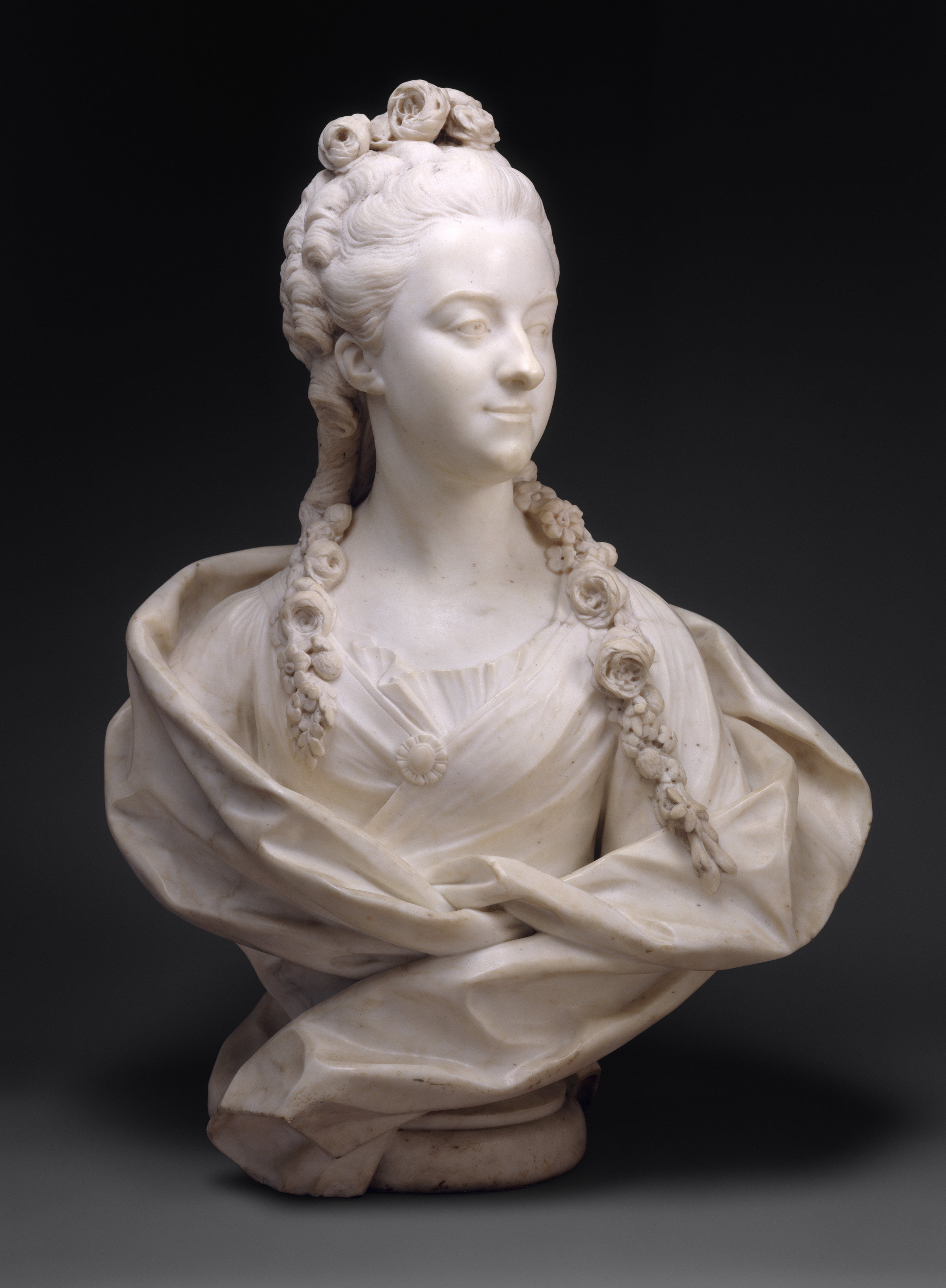
Женевьев-Франсуаза Рандон де Мальбуасьер. 1768. Мрамор. Метрополитен-музей, Нью-Йорк
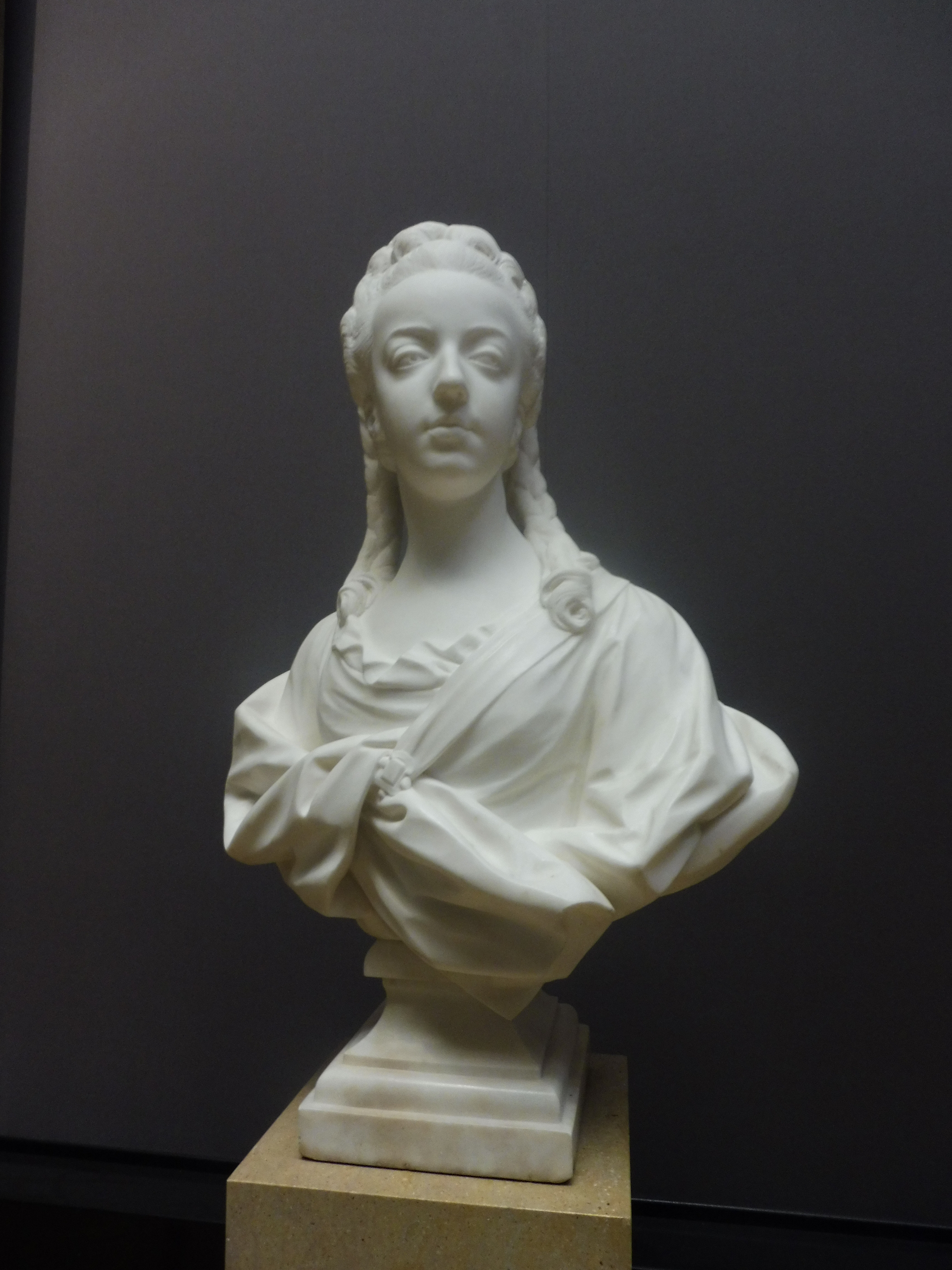
Мария-Антуанетта. 1771. Мрамор. Музей истории искусств, Вена
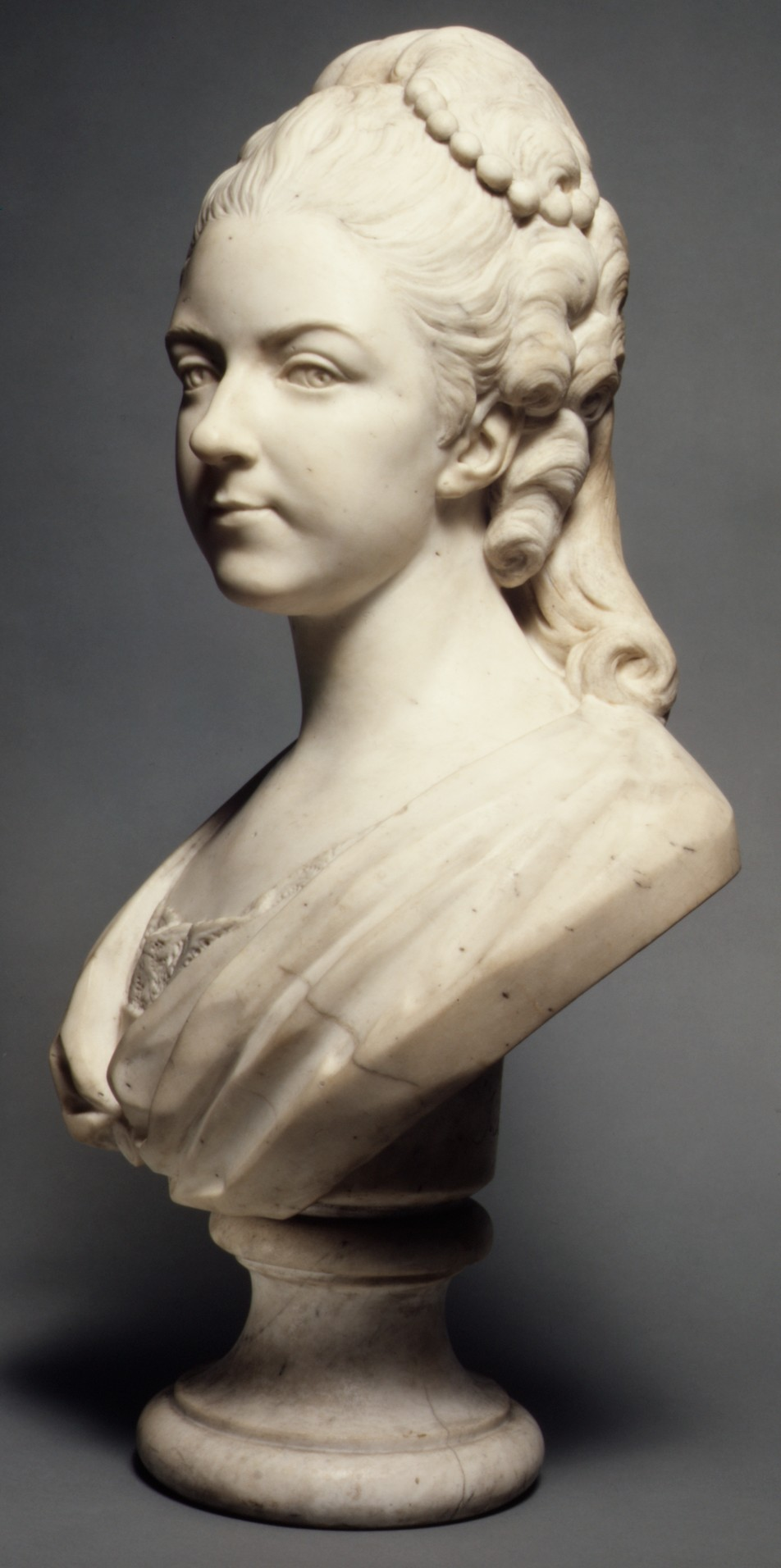
Герцогиня де Ларошфуко. 1774. Мрамор. Метрополитен-музей, Нью-Йорк